# 奥塔姆瓦
奥塔姆瓦（英語：Ottumwa，/əˈtʌmwə/）是美国爱荷华州瓦佩洛县的县治，位于爱荷华州东南部，在2010年的人口普查中有人口25,023人，城市由得梅因河被分为北部和南部。